# 1797
| 1797               |
| ------------------ |
| Dødsfald - Fødsler |
| • Begivenheder     |

| Gregoriansk kalender | 1797 MDCCXCVII          |
| Ab urbe condita      | 2550                    |
| Armensk kalender     | 1246 ԹՎ ՌՄԽԶ            |
| Kinesiske kalender   | 4493 – 4494 丙辰 – 丁巳 |
| Etiopisk kalender    | 1789 – 1790             |
| Jødisk kalender      | 5557 – 5558             |
| Hindukalendere       |                         |
| - Vikram Samvat      | 1852 – 1853             |
| - Shaka Samvat       | 1719 – 1720             |
| - Kali Yuga          | 4898 – 4899             |
| Iransk kalender      | 1175 – 1176             |
| Islamisk kalender    | 1212 – 1213             |

Konge i Danmark: Christian 7. 1766-1808
Se også 1797 (tal)

## Begivenheder

### Februar
- 1. februar - den danske stat indfører Toldloven af 1797

### Maj
- 12. maj - Napoleon 1. af Frankrig indtager Venedig
- 16. maj - en flådestyrke under kommando af Steen Andersen Bille besejrer en tripolitansk styrke ved Søslaget ved Tripoli

### Juni
- 29. juni – Cisalpinske Republik dannes

### Oktober
- 22. oktober - det første faldskærmsudspring gennemføres. Det udføres af André-Jacques Garnerin fra en ballon ca. 2 km over Parc Monceau, Paris

### Udateret
- Bertel Thorvaldsen ankommer til Rom. Han bor og arbejder her til 1838.

## Født
- 31. januar – Franz Schubert, østrigsk komponist og pianist (død 1828).
- 19. marts – Ernst Sophus Vilhelm Zahle, dansk præst (død 1837).
- 7. oktober – Peter Georg Bang, dansk politiker, statminister og jurist (død 1861).
- 29. november – Gaetano Donizetti, italiensk komponist (død 1848).

## Dødsfald
- 22. februar - Baron von Münchhausen, tysk baron (født 1720).
- 13. juni - Christian Jensen Lofthus, norsk almuetalsmand (født 1750).
- 21. juni - Andreas Peter Bernstorff, greve og Danmarks udenrigsminister i to perioder; 1773-80 og 1784 til sin død. (født 1735).
- 9. juli - Edmund Burke, engelsk-irsk konservativ politiker, forfatter, filosof mm. (født 1729).
- 19. november - Holger Reedtz-Thott, dansk godsejer og kammerherre (født 1745).